# Église Saint-Michel-Archange de Cannes
Pour les articles homonymes, voir Saint-Michel.
L’église Saint-Michel-Archange (ou église de l’Archange-Saint-Michel) est une église orthodoxe russe située à Cannes, 40 boulevard Alexandre-III, en Provence. Elle est dédiée à l’archange saint Michel, saint-patron du grand-duc Michel Mikhaïlovitch de Russie, président du comité créé pour la construction de l'église.
L'ensemble orthodoxe Saint-Michel-Archange constitué de l'église, du presbytère et du parc est inscrit au titre des monuments historiques en 2022.

## Histoire
Eugène-François Tripet (Paris, 12 novembre 1816 — Paris, juillet 1896), commerçant français installé à Moscou, consul de France, y avait épousé une riche héritière issue de la vieille noblesse russe, Alexandra Feodorovna Skrypitzine (1819-1895). Il a été autorisé à accoler son nom au sien en 1864. En octobre 1848, le couple Tripet-Skrypitzine, se rendant à Rome, doit s’arrêter à Cannes à cause d’un accident de voiture. Trouvant l’endroit agréable, il décide de s’y installer. Eugène Tripet achète alors un vaste terrain à la pointe de la Croisette. Il fait construire, en 1849-1850, la villa Alexandra à la Californie dans le style mauresque par l’architecte parisien François-Joseph Liger (détruite aujourd’hui). En 1886, Alexandra Skrypitzine fait surélever d’un étage la villa et fait aménager une chapelle pour 30 personnes dans une aile. La famille Tripet-Skrypitzine va faire la promotion de Cannes auprès de la noblesse russe. Eugène Tripet-Skrypitzine est élu conseiller municipal de Cannes en 1861. Son fils Oleg-Eugène Tripet-Skrypitzine (Paris, 24 avril 1848 - 16 juin 1935), militaire puis peintre, a publié une Chronique de l’histoire de Cannes et a été conservateur du musée Fragonard de Grasse, délégué de François Carnot, président de la Société Fragonard.
La colonie russe de Cannes devient de plus en plus importante. Elle compte cent cinquante personnes en 1880. En 1904, plus de huit cents Russes résident à Cannes. La chapelle devient trop petite pour tous les accueillir. Il devient nécessaire de construire une église.
Ce sont l’archiprêtre Grégoire Ostrooumoff (1856-1947) et le grand-duc Michel Mikhaïlovitch de Russie (1861-1929) qui sont à l’origine du projet de cette église. Le grand-duc Michel a octroyé une somme importante pour réaliser ce projet. Madame Alexandra Tripet-Skrypitzine a donné un terrain de 1 750 m2. Une souscription ouverte au début 1894 a apporté sur la même année la somme de 77 605 francs-or. Les plus grands donateurs furent : Ivan Ivanovitch Elaguine qui fit don du clocher et de ses sept cloches, Fedor Pavlovitch Tchikhacheff qui fit don de l'iconostase ainsi que d'une grosse somme d'argent, l'empereur Nicolas II, M. Kouznetzoff, le prince Serge M. Galitzine qui fit émailler les tuiles, dorer la coupole et offrit du mobilier en noyer pour le service de l'église, madame Elisseïeff, M. de Silvansky qui offrit les tapis de l'église, le grand-duc Serge (1857-1905) qui offrit la barrière de jardin, M. de Balacheff, M. d'Oustinoff, plusieurs membres de la famille impériale et de nombreuses autres familles russes hivernantes, mais aussi le Syndicat des Maîtres d'Hôtels de Cannes et l'Association de Commerçants de Cannes. Les années suivantes des dons furent régulièrement recueillis dont celui de 25 000 francs-or du baron Alphonse de Rothschild en 1904. Ces sommes d'argent servirent à acheter trois terrains complémentaires, dont un fut offert par l'impératrice douairière Maria Feodorovna, veuve d'Alexandre III, mais aussi à construire le presbytère.
28 décembre 1893
Première séance  du « Comité pour la Construction d’une Église Russe à Cannes » sous la présidence du Grand-duc Michel, fils de Russie, sont présents : prince Serge M. Galitzine, prince Ouroussoff, le consul de Russie M. de Batourine, M. Kouznetzoff, M. de Silvansky, M. Jammes, notaire à Cannes, secrétaire-trésorier dudit Comité.
En cours d’année 1894, et au cours des acquisitions de terrains et de la construction, le Comité évoluera comme suit :
Président d'Honneur
- S.A.I. le Grand-Duc Mikhaïl M. de Russie, industriel à Tiflis

Administrateurs
- Prince Serge M. Galitzine, industriel à Moscou
- Monsieur de Silvansky, rentier

Secrétaire-trésorier
- Monsieur Léopold Jammes (du 28 décembre 1893 au 21 avril 1895), 1er notaire de Cannes
- Monsieur Alexis A. Sélezneff (> 21 avril 1895), maître de chapelle et sacristain.
- Tous deux seront nommés en janvier 1910 par le grand-duc Michel Mikhaïlovitch, au vice-consulat de Russie à Cannes ; monsieur L. Jammes comme vice-consul impérial, monsieur A. Sélezneff comme chancelier. Leur mission s'arrêtera le 28 décembre 1920 avec la défaite de l'Armée Blanche contre les bolchéviques.

Membres du Comité
- Monsieur de Batourine, consul de Russie à Nice
- Comte Bobrinsky (>10-12-1894), rentier
- Monsieur A. G. Kouznetzoff, rentier
- R.P. Grégoire Ostrooumoff, aumônier particulier de S.A.I. la grande-duchesse Anastasia M. de Mecklembourg-Schwerin
- Prince Y. D. Ouroussoff, rentier
- Monsieur Feodor P. de Tchikhatcheff, rentier
- Monsieur Michel S. de Volkoff, rentier

Le métropolite Palladie de Saint-Petersbourg, ordonna au Comité de se constituer en société civile. Cette société sera propriétaire des terrains ainsi que des bâtiments qui seront construits dessus, le nom en sera : Société civile de l’Église russe de Cannes (page 31 du carnet des procès-verbaux de séances).
La première pierre de l’église est posée le 23 avril 1894. Les plans ont été faits par l’architecte Louis Nouveau (Lyon, 24 mars 1825 - Cannes, 13 mai 1902). Il s’est inspiré des églises orthodoxes traditionnelles où l’église en croix grecque est précédée d'un clocher-porche. L’église est prévue pour recevoir 400 personnes. Elle est couverte de tuiles vernissées et n'est surmontée que d’une seule coupole.
L’église est consacrée le 22 novembre 1894 par la bénédiction de Mgr Palladius Raev (ru)(1827—1898), métropolite de Saint-Pétersbourg, par l'archiprêtre Grégoire Ostrooumoff, des clergés russes de Nice, Menton et grec de Marseille, en présence de membres de la famille impériale, de l'aristocratie russe ainsi que des autorités de la ville de Cannes et des Alpes-Maritimes. Le clocher a été terminé plus tard ; il est béni le 17 mars 1896. Les sept cloches amenées de Russie ont été offertes par Ivan Ivanovitch Elaguine. Un presbytère est ajouté (l’actuelle villa Saint-Michel), achevé en 1897.
À partir de 1927, les églises orthodoxes russes de Nice et de Menton se sont ralliées au métropolite Euloge Guéorguievski - Archevêché des églises orthodoxes russes en Europe occidentale : Métropolite Euloge (Guéorguievski) du patriarcat de Constantinople. Celle de Cannes, après une période confuse entre 1927 et 1929, s'est ralliée au synode de Karlovci dont le siège était à Munich avant de s'installer à New York, en 1949. Le père Alexis Sélezneff, neveu du père Grégoire Ostrooumoff, également domicilié au presbytère depuis sa création, resté fidèle à Mgr Euloge, consacra dans son appartement une chapelle à Saint-Michel-Archange. Ainsi deux juridictions se sont côtoyées à Saint-Michel-Archange, l'une dans l'église, l'autre dans le presbytère.
L’église de Cannes est élevée au rang d’évêché le 24 janvier 1939 par Mgr Séraphim Loukianov (ru) de Berlin avec à sa tête Grégoire Ostrooumoff. Ce dernier est promu archevêque le 6 novembre 1946 par le patriarche Alexis de Moscou. L’évêché est supprimé à sa mort, mais rétabli en 1982 pour Mgr Varnava Prokofieff (ru).

### Liste des recteurs
- Archiprêtre Grégoire Ostrooumoff, plus tard archevêque de Cannes et de Marseille (1894-1927, 1929-1945 dans le EORHF - Karlovci - ensuite le Patriarcat de Moscou en automne 1945 jusqu’à son décès en 1947)  Grégoire Ostrooumoff (1856-1947).

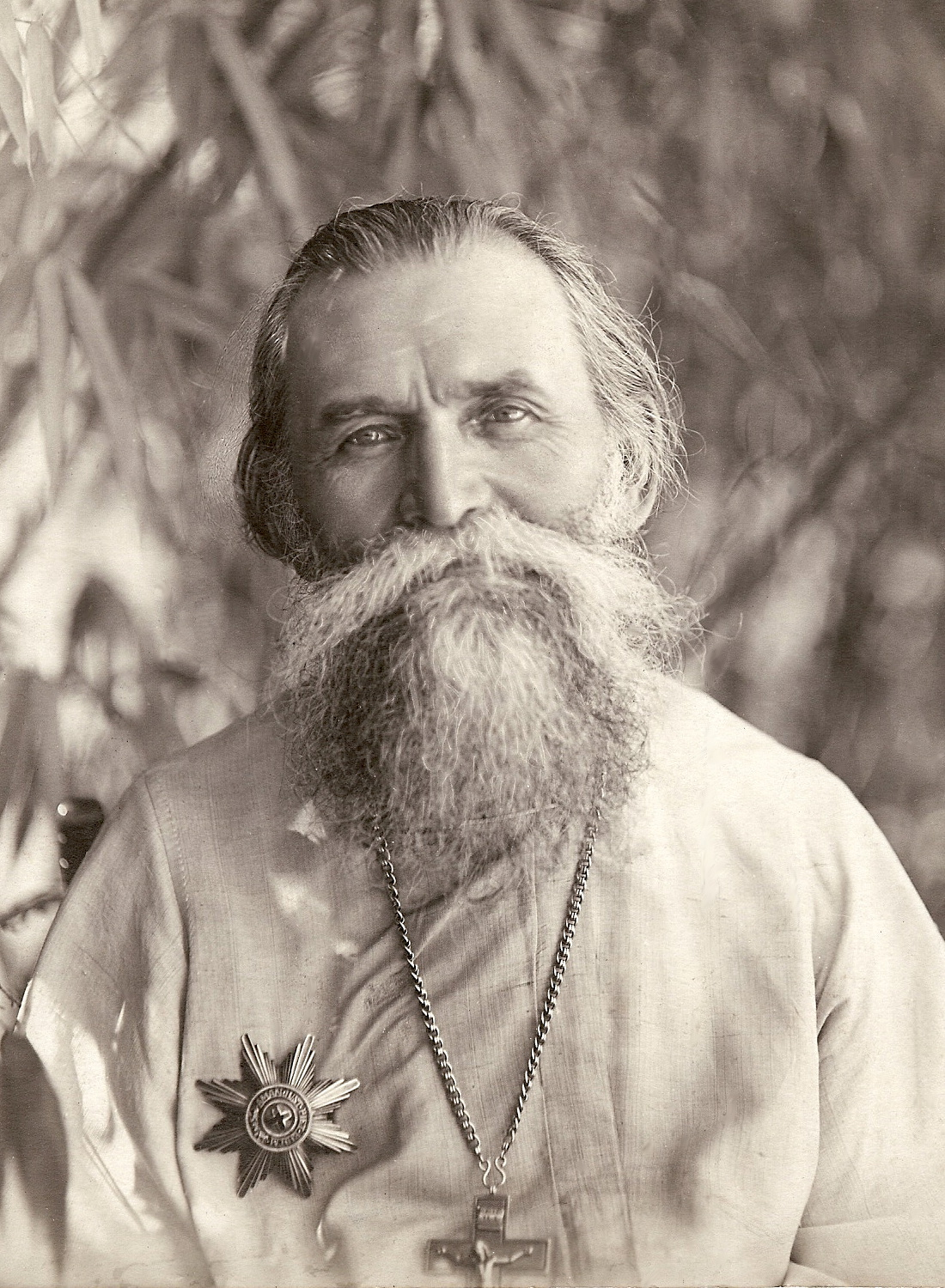
Grégoire Ostrooumoff (1856-1947).

- Archiprêtre Alexis Sélezneff (1927-1929) dans l’archevêché des églises russes en Europe occidentale sous la conduite du métropolite Euloge (Guéorguievsky) auquel il restera fidèle. En 1928 le père Alexis fit consacrer une nouvelle église à Cannes-La Bocca, dédiée à saint Tikhon de Zadonsk, où vivait une grande communauté orthodoxe émigrée particulièrement désargentée. La dernière année de sa vie (1950), il obtint le titre émérite de « défenseur de l’église Saint-Tikhon » de Cannes-la-Bocca et ensuite il fut fait archiprêtre-mitré.
- Archiprêtre Nicolas Soboleff (1947-1963), gendre de Mgr Grégoire, quitte la juridiction du Patriarcat de Moscou pour revenir dans l'EORHF en février 1948
- Archiprêtre Igor Dulgoff (1963-1987?), plus tard archevêque de Bruxelles et d’Europe occidentale Seraphim (Loukianov) († 24 novembre 2003). En 1983-1984, le père Igor Doulgoff (ru) (1923-2003)[4] entreprend la restauration de l’église grâce à l’aide financière de la mairie de Cannes, du conseil général des Alpes-Maritimes et les dons des paroissiens.Igor Doulgov ou Séraphim (Doulgov). Igor Doulgov ou Séraphim (Doulgov).

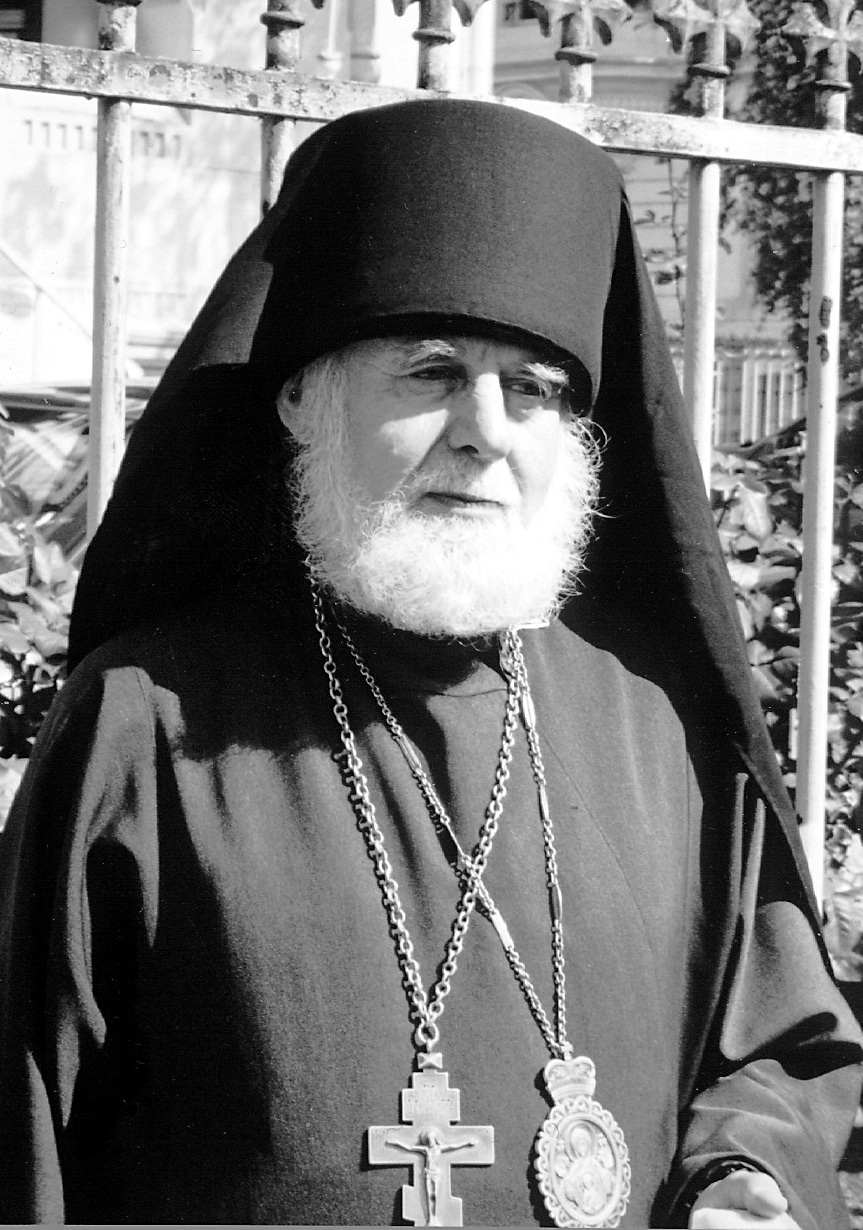
Igor Doulgov ou Séraphim (Doulgov).

- Archiprêtre Serge Tchertkoff (1985-1988)
- Mgr Barnabé (Prokofieff) (1988-2009)
- Prêtre Maxim Massalitin (5 novembre 2009 - 8 mai 2011)
- Archiprêtre Mikhaïl Boykov (8 mai 2011 - 2 février 2012)
- Mgr Barnabé (février 2012 - 17 juillet 2013). Un jugement au civil condamna Mgr Barnabé et son clergé à rendre les lieux au Comité de paroisse historique. Le concile épiscopal de l'Église orthodoxe russe hors frontières qui s'est tenu à New York du 24 juin au 1 juillet 2014, a privé du sacerdoce l'ancien évêque de Cannes, Barnabé (Vladimir Prokofieff), celui-ci étant rendu à la vie laïc. N'étant plus en possession de tous ses moyens, Vladimir Prokofieff se rendra en octobre 2017 au monastère de Optina Pustina (oblast de Kalouga, Russie) où il décédera le 2 novembre.
- Hiéromoine Damaskin (Chancherov) (9 septembre 2013 - 22 mai 2014) de la juridiction de l'EORHF du métropolite Agafangel (Pachkovsky). Après différents épisodes judiciaires, les paroissiens votent le 22 mai 2014 le rattachement de l'église à l'archevêché des églises orthodoxes russes en Europe occidentale du Patriarcat œcuménique de Constantinople, sous la protection de l’archevêque Job de Telmessos (Getcha), exarque pour l’Europe occidentale. À la suite de ce changement juridictionnel, le père Damaskin se soumet à la nouvelle juridiction religieuse comme desservant de l’église. Par manque de loyalisme à l'archevêché, le 4 juillet 2016, Mgr Jean de Charioupolis (successeur de Mgr Job de Telmesos) libère le Hiéromoine Damaskine de sa fonction de prêtre desservant. Pour non obéissance, il est renvoyé de l'exarchat.
- Archiprêtre Vladimir Yagello (22 mai 2014 - ).

## Personnalités inhumées dans la crypte de l’église
- Le grand-duc Nicolas Nikolaïevitch de Russie (1856-1929) et son épouse Anastasia de Monténégro (1867-1935), morts tous les deux à Antibes. Le 24 avril 2015, les cendres du couple grand-ducal sont exhumées et transférées six jours plus tard à Moscou dans la chapelle de la Transfiguration du parc mémorial de la Première Guerre mondiale. Cette décision fut prise par la fédération de Russie, avec l'accord du président français François Hollande, sans aucune demande auprès de l'Association cultuelle orthodoxe russe, propriétaire des lieux.
- Le grand-duc Pierre Nikolaïevitch de Russie (1864-1931) et son épouse Militza de Monténégro (1866-1951).
- Le prince Pierre d'Oldenbourg (1868-1924).
- Hélène Vagliano (1909-1944), résistante du réseau Tartane-Masséna, torturée et fusillée à l’Ariane à Nice le 15 août 1944, ses parents Marino et Danae et son frère Stephen.
- Archevêque Grégoire Ostrooumoff (1846-1947), et son épouse Nadia Alexandrovna Izmaïlova (1864-1917).